# Lakkarasanahalli, Channarayapatna
Lakkarasanahalli là một làng thuộc tehsil Channarayapatna, huyện Hassan, bang Karnataka, Ấn Độ.